# 중국의 검열
중화인민공화국의 검열은 중화인민공화국의 집권당인 중국공산당(CCP)에 의해 시행되거나 강제된다. 중화인민공화국 정부는 주로 정치적인 이유로 인해 콘텐츠를 검열하지만, 대중들에 대한 통제력을 유지하기 위해서도 검열을 실시한다. 중화인민공화국 정부는 자국 내에서 인터넷 내용을 통제할 법적 권리가 있으며, 그들의 검열 규정은 자국민 내의 언론 자유 권리를 침해하지 않는다고 주장한다. 2012년에 시진핑이 중국공산당 중앙위원회 총서기 겸 중국공산당 중앙군사위원회 주석 ("사실상" 최고지도자)가 된 이후에 검열은 "상당히 강화되었다"고 한다.
중화인민공화국 정부는 대중들이 접근할 수 있는 모든 미디어에 대한 검열을 유지하고 있다. 여기에는 텔레비전, 인쇄 매체, 라디오, 영화, 극장, 문자 메시지, 채팅, 비디오 게임, 문학 작품, 인터넷 게시물 등이 포함된다. 중화인민공화국의 관리들은 중화인민공화국의 내부 매체를 통해 검열되지 않은 정보에 접근할 수 있다.
국경 없는 기자회는 중화인민공화국의 언론 자유가 5점 만점에 가장 나쁜 순위인 "매우 심각함"으로 평가했다. 이러한 중국의 언론 자유 지수는 전 세계 180개국 가운데 2021년에 177위, 2023년에는 179위를 기록했다. 국경 없는 기자회는 중국이 "인터넷 검열과 감시, 선전을 전례 없는 수준으로 계속 끌고 가고 있다"라고 설명하기도 했다. 중국은 2021년에 이미 120명 이상의 언론인을 구금한 최초의 나라가 되기도 하였다. 국경 없는 기자회는 보고서에서 시진핑이 '저널리즘 반대 운동'을 추진하고 있다고 말하며 보고서는 중국의 언론 자유 쇠퇴를 “재앙적”이라고 표현하기까지 했다.
2012년 8월, 오픈넷 이니셔티브(OpenNet Initiative)는 중화인민공화국의 인터넷 검열을 정치 및 분쟁/보안 분야에서 "만연"으로, 그들이 사용하는 5가지 중 가장 광범위한 분류인 사회 및 인터넷 도구 분야에서 "실질적"으로 분류했다. 미국의 지원을 받는 NGO인 프리덤 하우스(Freedom House)는 "중화인민공화국에서 뉴스 미디어에 대한 국가 통제는 뉴스 콘텐츠에 대한 공산당의 감시와 언론인에 대한 법적 제한, 그리고 자기 검열을 위한 재정적 인센티브가 복합적으로 결합되어 달성된다"며 중화인민공화국 언론을 "자유롭지 않다"고 최악의 순위를 매겼다. 그리고 일부 활동가 블로거가 작성했거나 관련된 제작물에 대해서는 "사이버-사라짐"의 사례가 증가하고 있다.
한편으로는, 세계 최대 인터넷 기업 중 하나인 바이두, 텐센트 그리고 알리바바 그룹과 같은 중화인민공화국의 기업들이 국내 시장에서 중국보호무역주의의 혜택을 보고 있다는 견해도 있다.

## 동기
가장 기본적으로, 검열 기관의 목적은 공산당하의 통치 상태 시스템을 안정적으로 유지하기 위함이다. 여기에는 정치적 검열과 함께 음란하고 공공 도덕에 해롭다고 여겨지는 내용에 대한 검열도 포함되지만, 후자의 정당성은 정치적 주제를 검열하는 수단으로 악용될 수 있다. 그러나 보다 구체적인 검열의 논리는 국가에 의해 공표되지 않는다. 따라서 중화인민공화국 이외의 학자들은 일반적으로 검열의 목적에 대해 두 가지의 지배적인 견해를 취하는 경향이 있다: 첫째, 검열은 주로 당 국가에 대한 허가받지 않은 비판을 목표로 하고, 둘째, 검열은 주로 당에 도움이 되는 감정의 표현을 통해 집단행동을 조직화 하는데 목적이 있다.
2013년, 개리 킹, 제니퍼 팬, 마거릿 E. 로버츠는 다양한 중화인민공화국 SNS에 업로드 된 게시물을 대규모 샘플링한 것을 바탕으로 한 연구를 발표하면서 검열의 주요 동기는 집단행동의 가능성을 잠재우기 위한 것이며, 정부에 대한 비판을 막기 위한 것이 아니라고 주장했다. 저자들은 정기적이고 자동화된 임시 게시물 샘플링을 통해 시간이 지남에 따라 삭제된 게시물을 분석할 수 있었다. 데이터는 "인터넷에 기반을 둔 출처에서만 인용하는 동안, 우리는 중화인민공화국 국민들이 그들의 정부와 지도자들에 대한 통렬한 비판을 쓸 때, 그들의 직위가 검열될 확률은 증가하지 않는다는 것을 발견했다"고 주장했다. 대신, 우리는 검열 프로그램의 목적이 어떤 집단 운동이 증거에 있거나 예상될 때마다 사회적 유대 관계를 잘라냄으로써 집단 행동의 확률을 줄이는 것이라는 것을 발견했다.
2014년, 킹과 연구진이 진행한 추가 실험은 소셜 미디어의 검열 매커니즘을 입증하고 재현했다. 저자들은 소셜미디어 계정을 만들어 텍스트를 온라인에 게시하고, 삭제 내용과 삭제되지 않은 내용을 추적하고, 민간 기업이 정부 규정을 준수하기 위해 사용하는 소셜미디어 검열 소프트웨어를 추가로 입수했다. 킹 등은 그들의 연구가 "국가, 기도자들, 그리고 그들의 정책에 대한 비판이 출판되는 반면 집단 행동 잠재력이 있는 실제 사건에 대한 게시물은 검열된다는 최근의 가설에 대해 엄격한 지지를 제공했다"고 다시 주장했다.
그러나 2019년, 디미타 구에오리게예프와 에드먼드 말레스키가 킹, 팬, 그리고 로버츠(2013)에 수집된 데이터에 대한 분석을 발표하면서, 샘플이 국가 주도의 자문 캠페인을 통해 얻은 중요한 게시물을 포함한다고 주장했다. 구에오르기예프와 말레스키는 그러한 묵인된 비판에 대해, 집단 행동 잠재력이 검열의 주요 트리거이며 정부에 대한 비난이 아니라는 킹, 팬, 그리고 로버츠(2013)의 "강력한" 논제는 서있지 못했다고 결론지었다. 오히려 집단 행동이 검열을 위한 강력한 조건일 수도 있지만, 일반적인 비판 역시 주요 목표이다.

## 매커니즘

### 공산당 및 국가 기관
중국공산당과 중화인민공화국의 여러 기관은 검열에 대한 다양한 책임을 행사한다.
중국공산당 홍보부는 검열의 중요한 역할을 한다. 그것은 전국적으로 언론을 위한 편집 지침을 발표하며, 다룰 수 없거나 특정한 방법으로 다루어져야 하는 주제를 기술한다. 중국공산당이 운영하는 신문인 '베이징 뉴스'는 2013년 홍보부가 중화인민공화국 인터넷 상의 특정 주제에 대한 의견을 모니터링하고 관련 정부나 당에 대한 보고서를 작성하는 전국의 '민심 분석가' 200만 명을 고용했다고 지적했다. 특정 임계 값을 해제하여 응답 여부 및 방법을 결정하는 방식이다. 또한, 다른 당 기관인 '중국 사이버 공간 관리국'은 인터넷 기반의 미디어와 연설을 감시 및 검열하며, 담화 제어를 위한 우선 순위를 요약한 지침을 온라인 플랫폼에 반영한다.
2018년에는 다수의 기관이 당의 미디어 장악력 강화를 위해 조직 개편을 단행하였다. 인쇄, 오디오, 인터넷 등 중화인민공화국 내 모든 콘텐츠 출반을 허가하고 검열하는 '언론출판총국'(이전에는 국영 라디오영화방송총국)의 업무는 국무회의 권한으로 대부분 신설된 '전국라디오방송총국'이 맡았다. 영화 및 언론 업무는 국가 영화 관리국과 언론 및 간행물 관리국 형태로 홍보부로 직접 이관되었다.

### 민간 기업
언론 매체들은 대개 정치적 내용이 당의 노선을 넘지 않도록 자체 감시자를 고용한다. 예를 들어, Tencent에서 운영하는 인기 메시징 및 소셜 미디어 플랫폼인 WeChat은 이미지를 포함하여 계정 간에 전송되는 콘텐츠를 모니터링하여 정치적으로 민감한 자료를 검사하고, 전송 계정이 아니더라도 해당 자료가 중화인민공화국 외부의 수신자에게 도달하는 것을 차단한다. 다른 회사들은 독립적인 기업들에게 검열을 의뢰할 수도 있다.
중국의 대표적인 마이크로블로깅 플랫폼인 웨이보는 정부 당국 요건에 따라 자체 지침을 발행하고 자체 검열관을 고용해 콘텐츠를 모니터링하는 내부 검열 부서가 있다. 기자보호위원회는 2011년에서 2014년 사이 웨이보 검열부로부터 다음과 같은 방법론을 상세히 소개한 문서를 출판했다: "Sina의 컴퓨터 시스템은 정치적으로 허용되지 않는 내용을 식별하기 위해 고안된 알고리즘을 사용하여 각 게시물을 스캔한다. 게시물은 알고리즘에 의해 분석되어 플래그가 지정되고, 검열 로그에 나열된 지침에 따라 운명을 결정하는 부서 직원에게 전달된다." 이 방법은 킹, 팬, 그리고 로버츠(2014)가 다른 웹 사이트에 대해 분석한 방법과 일치한다.웨이보는 콘텐츠를 제대로 검열하지 못한 결과로 중화인민공화국 당국에 의해 특정 웹사이트 기능을 제한당하고 질책 받았다.

## 검열 주제
중화인민공화국의 검열은 광범위한 주제를 포함한다. 이러한 검열의 배경에는 다양한 동기가 잇지만, 어떤 것들은 중화인민공화국 내외의 관찰자들에 의해 추측되고 있다.

### 역사적 기준
중화인민공화국 정부는 자국의 역사에 관한 자료의 생성과 유통을 제한한다. 특히 "역사적 허무주의"와 싸우는 것에 중점을 둔다. 중앙당사연구소는 역사 허무주의를 "현대의 중국 혁명, 중앙당사와 군대의 역사를 왜곡하려는 것"이라고 정의해왔다. 그러한 허무주의는 "정치적 전투의 한 형태이며 중국공산당 지도부와 사회주의의 안전에 중요하다." 실제로 이 용어는 종종 역사적 사건에 대한 공식적인 견해에 도전하는 서술에 적용된다. 시 진핑 정권하에서, 정부는 공식적인 역사 묘사와 상반되는 디지털 기록 문서들을 검열하기 시작했다.
이것의 한 예시로는 문화 대혁명에 관한 역사 저술의 검열이다. 현재 중화인민공화국 정부는 문화대혁명을 공식적으로 비난하고 있지만, 중화인민공화국 일반인들이 겪었던 고통과 잔혹성의 구체적인 역사를 제시하는 것은 허용하지 않고 있다.
랑야산의 이야기와 같은 민속역사적 이야기에도 의문을 제기한다. 랑야산의 다섯 영웅을 언급하는 것은 형사상 책임이 있는 범죄일 수 있다.

### 정치적 기준
미국외교위원회는 달갑지 않은 견해가 국가 기밀의 공표와 관련된 법률의 모호성을 악용한 당국에 의해 검열될 수도 있다고 말한다. 주요 언론들은 어떤 내용이 정치적으로 받아들여질 수 있는지에 대해 정부의 선전부로부터 지도를 받는다. 중화인민공화국은 1989년 톈안먼 사건, 종교운동, 민주주의 등의 민주화운동에 관한 내용을 금지하고 있다. 톈안먼 광장 시위와 1989년 대학살, 마오이즘, 부패, 경찰의 잔혹성, 무정부주의, 소문, 부의 불균형, 그리고 식품 안전 스캔들 등 역시 이와 유사한 예시이다.
2008 베이징 올림픽을 앞두고, 베이징 올림픽 조직위원회와 정부는 경기와 직결되지 않은 정치 현안을 경시하고 티베트 독립운동, 신장 독립운동과 같은 주제나 암 유발 의혹 식품의 안전 문제 등을 현지 언론에 보도하기 위한 지침을 내린 것으로 알려졌다. 그러나 정부는 그러한 목록은 존재하지 않는다고 주장한다. 2009년 2월 13일, 언론출판총국 부국장 리동동은 보도 전문가의 감독 및 관리를 강화하기 위한 일련의 규칙과 규정을 도입했다. 규정에는 뉴스 보도와 편집 업무에서 제외되는 "건강하지 못한 전문적 행위에 종사하는 사람들의 전체 데이터 베이스"가 포함될 것이다. 겉으로는 '가짜뉴스 전면 중단'을 위한 통제였지만, 국가 검열을 비판해 해임된 리타퉁 중국청년보 편집장의 비판을 받았다. 리다퉁은 "가짜 보도와 기자들 사이에는 정말 문제가 있지만 이를 이미 다룰 수 있는 방법은 많다"고 말했고, 로이터는 "중국공산당의 중화인민공화국 선전부가 신문과 다른 언론이 하는 것과 보도하지 않는 것을 미세하게 관리하지만 정부는 여전히 우려하고 있다"고 말했다.
2011년 1월, 박춘은 선전부 책임 정치국 위원이 중국 언론에 지가, 정치개혁, 대형 재난이나 사건 등 사회적 긴장을 경시하고, 보도 내용이 중국공산당을 부정적으로 보여주지 않도록 하는 지시를 내렸다고 폭로했다. 중앙선거관리위원회는 "언론은 당과 정부가 비판의 대상이나 초점이 되지 않도록 해야 한다"고 경고했고, 정치 개혁에 대한 언급은 정부를 호의적으로 반영해야 한다고 발했다.

### 도덕적 기준
중화인민공화국 정부는 자국 내의 도덕적, 문화적 규범에 반하는 것으로 간주되는 내용을 검열한다. 도덕적인 이유로 검열된 내용에는 중국의 포르노, 특히 극단적인 포르노, 폭력적인 영화, "힙합이나 텔레비전에서 눈에 띄게 문신을 새긴 아티스트와 LGBTQ 콘텐츠와 같은 "저급"하고 도덕적으로 "문제가 있는" 공연 등이 있다.
포르노물은 1949년 중화인민공화국 수립 이후 불법이며 주요한 검열 대상이다. 하지만 여전히 중화인민공화국 내에서 일반적인 접근이 가능하다. 중화인민공화국의 언론들은 무면허 판매상으로부터 압수된 영화들을 포르노 콘텐츠로 상영하고자 했던 검열관들에 대해 보도했다.정부는 '미성년자 보호와 공공도덕 유지'를 위해 음란물 단속 캠페인에 나섰지만, 2000년 이후 국내 음란물 소비는 꾸준히 증가하고 있다.
검열 기관은 일반적으로 LGBT 콘텐츠를 부도덕한 것으로 취급하며 대중 매체에서 그러한 내용에 대한 비포르노적 묘사를 정기적으로 검열한다. Human Rights Watch에 따르면, 2015년 현재 LGBTQ 사람들에 대한 부정적인 묘사가 "일반적으로 널리 퍼지고 있다"고 하지만, 영화와 텔레비전에서 동성 관계에 대한 긍정적인 묘사는 검열관에 의해 전파되었다. 2018년 Mango TV가 아일랜드 유로비전 송 2018을 편집하면서 세계적인 논란이 일었다. 아일랜드 유로비전 송은 두 남자가 손을 잡고 함께 춤을 추는 모습을 묘사했기 때문이다. 그 해 스위스에의 초기 공연에서 LGBT 깃발이 흔들리기도 했다. 유럽방송연합은 이후 망고TV의 모회사인 후난방송과의 관계를 종료하며, 중국에서 열리는 유로비전 송 콘테스트의 방영을 중간했다. 또한 검열 정책은 리드 싱어의 문신 때문에 2018 유로비전 송 콘테스트의 공연을 편집했다.

### 문화적 기준
중화인민공화국은 역사적으로 자국의 문화를 보호하기 위해 검열을 이용하려고 노력해 왓다. 1970년대 문화대혁명 당시에는 외국의 문학, 예술 양식, 종교 작품과 상징물, 심지어는 고대 중국 문화의 유물까지도 반동적인 것으로 간주되어 파괴의 대상이 되었다.
오늘날 중국에는 훨씬 더 큰 문화적 자유가 존재하지만, 황금시간대 TV에서 외국 만화 상영을 금지하는 단속을 계속하고 있으며, 외국 영화의 상영 제한 역시 문화적인 검열의 연속이라고 볼 수 있다. 외국 TV쇼와 인터넷 영화 역시 검열의 대상이 된다. 2017년 7월, 중국에서 가장 인기있는 비디오 사티으 중 하나인 Bilibili는 미국 및 영국 TV 쇼의 대부분을 삭제하였고, "미국 드라마"와 같은 외국 카테고리도 규정을 준수하였다.
당국은 중국 사회에 대한 외부 영향력을 제한하기 위해서 2017년 초부터 외국 저자가 중국에서 쓴 아동도서 출판을 제한하기 시작해 이런 종류의 책을 연간 수천 권에서 수백 권으로 줄였다.

### 종교적 기준
중화인민공화국 헌법은 언론의 자유를 보장하고, 국민들의 종교의 자유를 보장한다. 그러나 실제로는 종교적인 관행과 연설에 대한 엄격한 규제가 있다. 현재 중화인민공화국에는 다섯 개의 국가 종교가 공식적으로 인정받고 있다: 불교, 가톨릭, 도교, 이슬람교, 개신교. 이 외의 신앙은 불법이지만, 일부는 다양한 정도로 용인된다. 예를 들어, 예수 그리스도 후기 성도 교회는 외국인들을 위한 소수의 예배 장소를 유지하는 것이 허용되고, 중화인민공화국의 국민들에게는 설교하거나 산문하는 것이 금지된다. 산문검색을 하다 적발된 외국인은 체포되어 국외로 추방되기도 했다.
다수의 종교 서적, 출판물, 자료 들이 중화인민공화국에서 금지되거나 인위적으로 배포가 제한되고 있으며, 일부 종교단체의 처우에 관한 정보 역시 철저히 통제되고 있다. 중화인민공화국 법에서는 미성년자는 어떤 종류의 종교 교육도 받을 수 없다.
파룬궁은 중화인민공화국에서 탄압을 받고 있으며, 신도들의 투옥이나 고문에 관한 정보와 함께 사실상 모든 종교 관련 문서, 출판물, 웹사이트로의 접근이 금지되었다.
기독교 성경은 중화인민공화국 내에서 인쇄가 허용되지만, 제한된 출판부수와 단 한개의 인쇄사를 통해서만 인쇄될 수 있다. 이들의 판매도 공식 인가된 교회로만 제한되며, 최소 2018년 4월부터 온라인 판매가 제한적으로 허용된다. 중화인민공화국 정부는 성경의 무단 판본 소지에 대해 교회에 벌금을 부화했다. 2016년 1월에는 공식적으로 금지된 기독교 헌신을 사고 판 혐의로 5명이 구속되기도 했으며, 그들은 3~7년 징역형을 선고받았다.
1989년 중화인민공화국은 베이징과 란저우에서 후이 이슬람의 시위 이후《性风俗》 Xing Fengsu ("Sexual Customs") 라는 책의 저자들을 체포하고 책의 유통을 금지시켰다. 중화인민공화국 정부는 후이가 위구르와 달리 분리주의 운동을 하지 않기 때문에 그들을 돕고 그들의 요구를 받아들였다. 1993년 쓰촨에서 출판된 두뇌 티저 모음집도 비슷한 효과를 냈고, 이 책의 편집자는 2~5년형을 선고받았다. 이 책에 반대하는 시위에서 재산을 훼손해 난동을 부린 후이 무슬림 시위대는 위구르 시위대가 투옥되는 동안 중화인민공화국 정부에 의해 풀려나 처벌받지 않았다.
2007년에는 중국식 달력에서 다가오는 "돼지의 해"를 기대하는 것이 중국중앙텔레비전에서 금지되었다. 이는 소수민족과의 충돌을 피하기 위한 조치라고 설명되었다. 이것은 중화인민공화국의 인구 중 2천만명을 차지하는 무슬림에 대한 것이다.(무슬림은 돼지를 "깨끗하지 않은 동물"으로 취급한다.)
2015년 찰리 헤브도 총격 사건에 대해 중화인민공화국 관영 매체들은 문명의 충돌을 부추기기 위해 샤를리 헤브도가 무함마드를 모욕하는 만화를 연재했다고 공격했고, 또 다른 신문매체인 '글로벌 타임스'는 서구 식민주의의 특성에 대해 "되갚음"이라고 주장했다.

### 경제적 기준
최근 몇 년간 중국 내 검열은 정치적 보호무역주의뿐만 아니라 경제적 보호무역주의에도 이용된다는 비난을 받아왔다. Patrick Chovanec 칭화대 교수는 페이스북, 트위터, 유튜브에 대한 중국인들의 금지가 부분적으로 이 웹사이트의 중국 경쟁자들에게 사업상의 이점을 주기 위해 이루어졌을 것이라고 추측했다. 이와 마찬가지로 중국은 구글이 중국 경쟁사인 바이두에도 존재하는 음란 콘텐츠에 대해 이중 잣대를 들이댄 혐의를 받고 있다. 보도에 따르면, 블록버스터 영화 아바타의 2D 버전은 너무 많은 돈을 벌고 국내 영화들로부터 시장 점유율을 차지했다는 이유로 국내 스크린에서도 뽑혔다. 게다가, 대부분의 외국 영화에 대한 공식적인 금지는 중국 시민들에게 거의 영향을 미치지 않는다; 그러한 영화들은 쉽게 저작권을 침해하는 형식으로 획득될 수 있기 때문에, 중국인들은 국내 경제 내에서 돈을 쓰면서 그러한 영화들을 재정적으로 볼 수 있게 한다.
2007년 2월 프랑스 기구인 Observatoire International des Crisis의 웹사이트가 중국과의 무역의 위험에 대한 기사를 게재한 후 중국공산당에서 금지되었다. "사회적 긴장, 부패 또는 지역 노동조합에 대한 신뢰할 수 있는 정보가 없는 경우 투자 기회를 어떻게 평가하십니까? 이 검열은 프랑스어로 된 내용만으로 매우 전문화된 사이트에 영향을 미치며, 중국 정부가 정치적 내용만큼이나 경제 데이터의 검열에 많은 중요성을 부여하고 있음을 보여준다"고 이 기구는 말했다. 지난 2016년 심각한 경기 침체를 배경으로 정책실패가 잇따르자 규제당국, 검열관, 공무원 등이 검열을 강화하고 있다. "긍정적인 에너지"의 환경을 조성함으로써 해외의 돈의 흐름을 막기 위해 행동하는 관리, 감독관, 검열관은 경제에 대한 발언이나 예측이 낙관적인 공식 발언과 상반되는 논평가들에게 경고해왔다.

### 지리적 기준
허가 없이 지리자료(지도 등)를 비공개 조사·발행하는 것은 중국에서 불법이며, 지리좌표는 관공서 좌표계에 의해 난독화되어 있다.

### 보건적 기준
2019년 12월 말, 홍콩 언론들은 중국 우한에서 정체불명의 폐렴이 몇 건 발생했다고 보도하기 시작했다. 동시에, 중국 본토 언론은 정체불명의 새로운 폐렴과 관련된 어떠한 보도도 없었다.
12월 말, 소셜 미디어 네트워크는 바이러스의 조기 경보와 관련된 내용을 검열하라는 공식적인 압력을 받았다. 지난 12월 말 중국 라이브스트리밍 플랫폼 와이(YY))가 '무명우한 폐렴(無名Wuhan pneumonia pneumonia)', '우한에서 사스 발생( SARS in Wuhan)' 등 특정 키워드를 담은 콘텐츠 검열에 나섰다.
리원량은 30일 위챗그룹에서 "사스 7건이 환안해산물도매시장에서 진단돼 우리 병원 응급실에 격리됐다"는 메시지를 공개했다. 한 시간 뒤 리원량은 위챗 그룹에서 "최근 뉴스는 코로나바이러스 감염이 확인돼 바이러스 타자가 진행 중"이라고 발표했다. 2020년 1월 3일, 그는 우창구 중난로 경찰서의 경고와 훈계를 받았다. 리원량 씨는 지난 2월 7일 COVID-19로 사망해 중국 사회에 큰 반향을 일으켰다. 중국 정부는 신종 코로나바이러스의 존재가 확인되기 전인 1월 초부터 신종 코로나바이러스에 대한 정보를 제한하기 시작했다. 위챗에서는 2월 9일부터 리원량 언급이 차단됐다. 동시에 정부의 대유행 정책에 대한 비판과 관련된 주제들이 검열되고 있었다.
학자 로터스 루안, 제프리 노켈, 마사시 크레타 니시하타 등은 구제역 발생 이후 정부 관리들이 국민의 공포를 줄이기 위해 바이러스 정보 전파를 제한하고 있다고 지적했다. 이들은 또 "한편 중앙 지도부와 정부 행위자에 비판적인 키워드를 검열하는 것은 당혹감을 피하고 정부에 대한 긍정적인 이미지를 유지하기 위한 노력일 수 있다"고 밝혔다. 역사학자 제레미 브라운은 "12월과 1월 우한에서 처음 바이러스를 은폐한 것이 이 바이러스의 확산을 허용했고, 국내 감염이 아닌 전 세계적인 전염병을 부추겼다"고 말했다.

## 미디어, 커뮤니케이션 및 교육 제어

### 신문

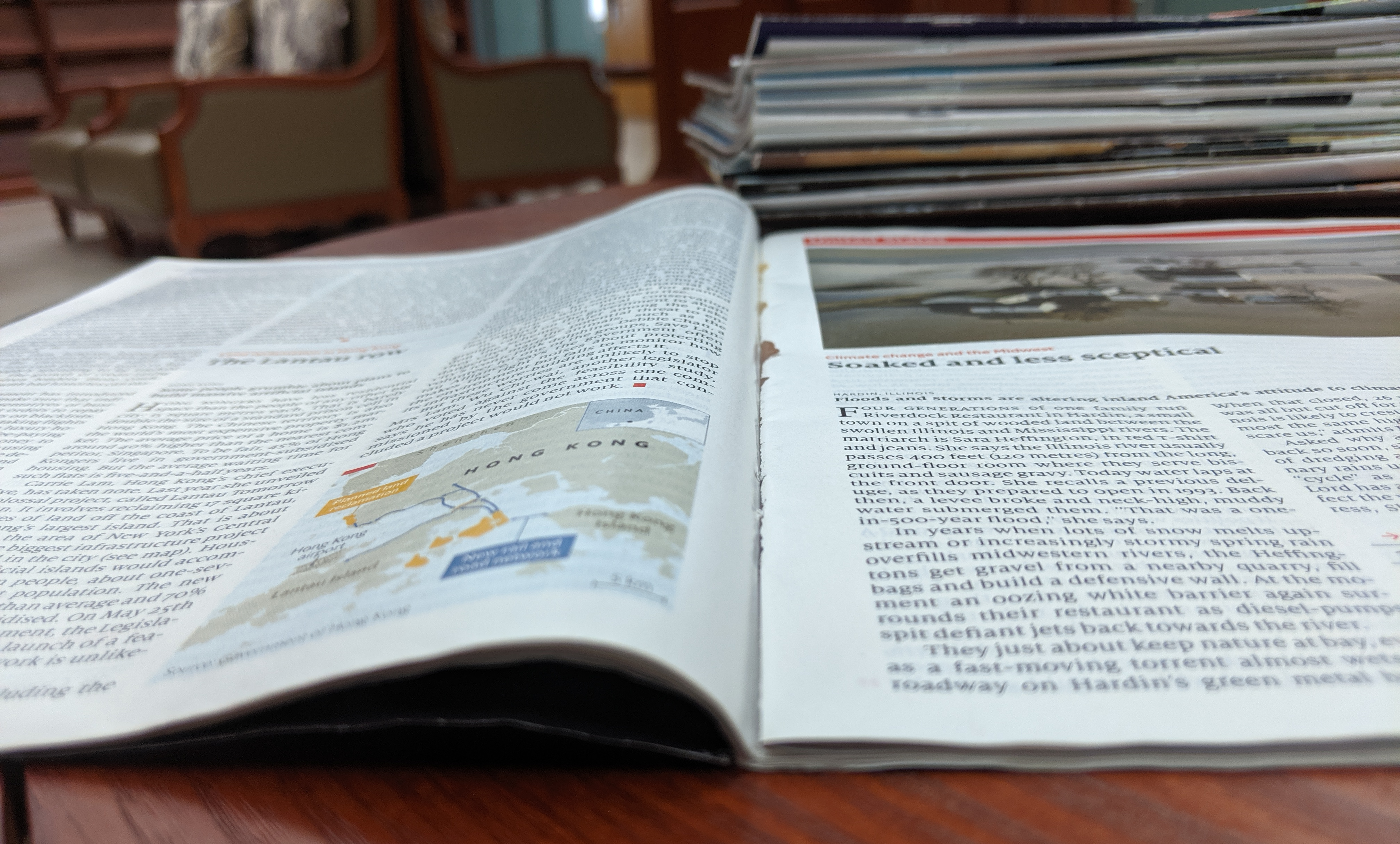
1989년 '이코노미스트에 대한 천안문 광장 시위'에 관한 한 페이지가 중국의 검열부서에 의해 삭제되었다. 이코노미스트와 같은 출판물은 중국 본토 내에서 인쇄되는 것이 허용되지 않기 때문에, 중국의 검열관은 통관하는 동안 모든 수입 출판물에서 원치 않는 내용을 손으로 뜯어낼 수 있다.

천안문 광장 민주화 시위 20주년을 맞아 중국 언론은 당국으로부터 엄청난 압력을 받았다. 밍보는 홍보부가 "상상할 수 없을 정도로" 관련 내용을 가려내도록 압력을 가하고 있다고 보도했다. 이 저널은 2008년에 공식적인 우려를 야기한 두 가지 사건을 보도했지만 고의적인 도전으로 입증되지는 않았다. 베이징뉴스는 4일 부상자가 병원으로 이송되는 모습을 보도했고 남부 메트로폴리스데일리는 '6월 4차례 폭풍'이라는 헤드라인을 통해 두 저널 모두 부주의 때문이라고 주장했다. 따라서 일부 신문들은 편집자들에게 이 민감한 시기 동안 보고서에 '6'과 '4'라는 숫자를 사용하는 것을 삼가라고 지시했다. 게다가, 홍보부가 승인하지 않는 한 그 숫자는 헤드라인에 사용될 수 없다.
보도에 따르면 2014년 9월 현재 30명의 언론인과 74명의 네티즌이 중국에 수감되었다. 중국은 "44명의 기자들이 다른 어떤 나라보다 더 감옥에 있었다"고 말했다.
또한 CCP는 종종 CCP의 공식 신문인 인민일보와 다른 저널을 위한 가명으로 기사를 쓰기 위해 작가 팀을 고용한다. 이 글쓰기 팀은 중앙선전부, 중앙조직부, 정치입법위원회가 가장 많이 사용한다. 이러한 글쓰기 집단의 주된 목적은 이러한 생각이 선전으로 인식되지 않고 CCP의 의견과 정치적 생각을 확산시키는 것이다. 쓰기 팀은 전문적으로 다루는 특정 주제에 대해 쓰기 위해 계속해서 동일한 가명을 사용한다. 예를 들어 기술교육 관련 기사를 게재하는 글쓰기 모임의 가명은 커 자오핑, 분리주의에 반대하는 글을 게재하는 글쓰기 모임의 가명은 허 젠화다.
CCP는 외신기자들이 자신의 정책을 비판했을 때 신임장을 갱신하지 않음으로써 외신기자들을 처벌했다. 2020년 2월 19일, 중국은 베이징에 본부를 둔 3명의 월스트리트 저널 기자들의 언론 신임장을 취소한다고 발표했다. 중국은 월스트리트저널이 중국의 COVID-19 대유행 퇴치 노력을 비방한 기사를 게재한 데 대해 사과하지 않았고, 책임자들을 조사, 처벌하지 않았다고 비난했다.
2020년 초, 중국 SNS에는 정부가 사스 같은 바이러스를 은폐하고 있는 것 아니냐는 분노의 글이 수천 건 등장했었다. 중국에서 COVID-19 상황이 좋지 않았던 1월과 2월 정부를 비판하는 탐사보도가 여럿 나왔고, 이는 SNS를 통해 빠르게 퍼져 나갔기 때문이다. 이러한 각종 혼란 속에서 사스와 유사한 바이러스가 돌고 있다고 다른 의사들에게 알린 리원량 박사가 지난 2월 7일 사망했다. 그는 코로나19 창궐을 경고했던 내부고발자 중 하나로 리 박사가 잘못된 정보를 퍼뜨리고 분란을 조장했다는 혐의로 공안의 조사를 받은 것으로 밝혀졌다. 코로나19와 관련한 진실을 알린 리 박사는 중국 정부에 의해 죽음까지 이르게 된 것이다. 이후 강도 높은 검열로 통제에 나서자 중국 네티즌들은 이모티콘과 모스 부호, 갑골문 등으로 추모를 이어나갈 수밖에 없었다.
중국은 당국의 언론뿐만 아니라 해외 언론까지도 통제 하에 있다. 중국이 정부 인가를 받지 않은 외신과 중국 내 시민 기자에 대한 탄압을 다시 시작했다고 홍콩 사우스차이나모닝포스트(SCMP)가 23년 2월 16일에 보도했다. 기업을 협박하거나 가짜 뉴스를 생산하는 매체와 기자를 단속하겠다는 것이지만 최근 몇 년간 중국에서 성장한 시민 저널리즘을 탄압하려는 의도로 풀이된다. 개인 시민 기자는 중국에서 언론인으로 일하기 위해 필요한 시험을 관리하고 언론 자격증을 부여하는 국가신문출판광전총국의 인가를 받을 수 없다. 결국 개인 시민 기자는 무허가 매체가 되어 형사고발될 수 있기 때문에 명백한 검열이자 언론 탄압을 하는 것이라 볼 수 있다.

### 텔레비전
TVB, CNN 인터내셔널, BBC 월드 서비스, 블룸버그 텔레비전의 중국 본토에서 방영되는 외국과 홍콩 뉴스 방송은 논란이 되는 부분들 중에 "검열"을 당하는 경우가 종종 있다. CNN은 자신들의 신호가 중국 통제 위성을 통과할 수 있도록 하는 방안을 마련했다고 한다. 중국 당국은 이런 방식으로 언제든지 CNN 방송을 검열할 수 있었다. CNN 방송은 중국 전역에 널리 보급되지 않고 특정 외교시설, 호텔, 아파트 단지에서만 방영된다.
1989년 천안문 광장 시위, 달라이 라마, 자오쯔양 사망, 2008년 티베트 소요, 2008년 중국 우유 파문, 베이징 올림픽에 대한 부정적인 전개에 대한 언급이 많이 들어있다.
베이징 올림픽 기간 동안 모든 중국 TV 방송국들은 생방송을 10초 연기하라는 명령을 받았는데, 이 정책은 자유 티베트 시위대나 다른 사람들이 정치적 시위를 벌일 경우 검열관들에게 반응할 시간을 주기 위한 것이었다.
2009년 1월 버락 오바마 미국 대통령의 취임식 텔레비전 보도 때 관영 중국중앙TV는 오바마 대통령이 "이전 세대들이 파시즘과 공산주의를 어떻게 억압했는가"라고 말하자 돌연 그의 연설 취재를 중단했다. 국내 애니메이션 제작 보호를 위해 황금시간대(오후 5~8시)에도 외국 애니메이션 상영이 금지된다.
중국 문화관광부는 2020년 9월 문화·역사·정치적 주제를 탐구하는 토크쇼, 시대극 등 텔레비전 매체의 콘텐츠 검토와 현장 감독을 강화하고 있다고 발표했다. 2019년에는 이미 옌시 궁전 이야기와 같은 사회주의 가치를 홍보하지 않는다는 이유로 대중적인 중국 사극에 대한 검열을 시작했다

### 영화
중국은 미디어를 통해 방송되고 시장에서 판매되는 다양한 외국 영화들을 보유하고 있다. 중국은 영화 등급제가 없으며, 따라서 모든 관객들이 영화를 상영할 수 있도록 중국 검열관들에 의해 적합하다고 간주되어야 한다.
외국산 영화의 경우, 이것은 때때로 논란이 되는 영화들이 중국 영화관에서 상영되기 전에 잘라져야 한다는 것을 의미한다. 그 예로는 '카지노 로얄'에서 냉전에 대한 언급의 제거를 들 수 있다., '캐리비안의 해적 : 세상의 끝에서'에서 '중국인을 모독하고 모욕하는 주윤팻의 영상이 누락된 것도 그렇다. 2008년 하계 올림픽 이전에, 중국 행정부는 "잘못된 영혼들과 폭력적인 유령들, 괴물들, 악마들, 그리고 다른 비인간적인 묘사들"은 시청각 콘텐츠에서 금지되었다고 발표했다.
중국의 12,000개의 영화 스크린들에 대한 접근은 영화 제작자들, 특히 쿵푸 팬더 3와 같은 영화 제작자들이 중국 검열관들과 상의하고 협력하도록 하는 강력한 동기가 된다. 쿵푸 팬더 3의 경우처럼 중국 파트너를 데려가는 것은 쿼터를 우회할 수 있다.그럼에도 불구하고, 거의 모든 국제적으로 개봉된 외국 영화들은 DVD의 위조 무역을 통해 중국어와 영어 버전으로 자유롭게 이용할 수 있다.
문화대혁명과 같은 "심각한 주제"를 다루는 모든 오디오 비주얼 작품은 본토에 배포하기 전에 등록되어야 한다. 예를 들어, The Departed는 정부가 대만에 핵무기를 사용할 의향이 있음을 시사했기 때문에 상영 허가를 받지 못했다. '이별의 첩'을 포함해 성적으로 노골적인 주제를 다룬 영화도 상영이 금지됐다. '브로크백 마운틴'과 '게이샤의 회고록'이 그 예이다. 워너 브라더스는 홍콩 가수의 성적인 노출 사진이 인터넷에 유출되면서 영화 속 일부 요소에 대한 문화적 민감성을 이유로 '다크 나이트'를 검열 대상으로 제출하지 않았다. 중국의 영화는 정부의 승인 없이는 외국 영화제에 출품될 수 없다.
2012년 12월 16일, CCTV-6에서 영화 '브이 포 벤데타'가 편집 없이 방영되었고, 이는 중국이 검열을 느슨하게 하고 있다는 희망을 불러일으켰다. 하지만, 2014년 8월, 정부 관료들은 독립 중국 영화 제작자들이 그들의 최신 작품을 전시하는 연례 행사인 베이징 독립 영화제를 중단시켰다. 정부가 이 축제가 정부를 비판하는 토론장으로 이용될 것을 우려한 주최 측에서는 이해했다.
할리우드 제작자들은 일반적으로 중국의 제한적이고 수익성이 높은 영화 시장에 접근하기 위해 중국 정부의 검열 요건을 준수하려고 한다.2016년 기준으로 중국은 세계에서 두 번째로 큰 박스 오피스를 보유하고 있다. 여기에는 영화 속 한자의 동조적인 묘사를 우선시하는 것, 예를 들어 '레드 던'의 악당을 중국인에서 북한 사람으로 바꾸는 것 등이 포함된다. 달라이 라마, 곰돌이 푸와 같은 중국에서 금지된 많은 주제들 때문에, 사우스 파크는 이 에피소드 방송 이후 중국에서 완전히 금지되었다. 2018년 영화 '곰돌이 푸'가 중국 개봉을 거부당했다.

### 문학
중국 관영 언론출판총국이 공개시장에서 판매하려는 모든 중국 문헌을 상영한다. GAPP는 중국에서 인쇄물, 전자 또는 인터넷 출판물을 심사, 검열, 금지할 법적 권한을 가지고 있다. 중국의 모든 출판사는 GAPP의 허가를 받아야 하기 때문에, 그 기관은 또한 사람들에게 출판권을 거부할 수 있고, 그것의 지시를 따르지 않는 어떤 출판사도 완전히 폐쇄할 수 있다. 이에 따라 공식 도서 대 무면허 도서 비율은 40대 60으로 알려졌다. Zona Europa의 한 보고서에 따르면, 중국 전역에 4,000개 이상의 지하 출판 공장이 있다고 한다. 2008년 지역 도서관 관리들에 의해 종교적이고 정치적으로 잘못된 책들을 태운 한 사례가 있었다. 비록 비평가들은 개별 책 제목에 대한 이러한 스포트라이트가 책 판매에만 도움이 된다고 주장하지만, 그 이후 CCP의 호의에서 벗어난 승인되지 않은 문학이나 서적의 금지는 계속되고 있다. 홍콩에서의 출판은 검열되지 않은 채로 남아 있다. 신세기통신과 같은 출판사들은 중국 관료들과 중국 역사의 금지된 에피소드들에 대한 신랄한 허구적 기사들을 포함한 책들을 자유롭게 출판한다. 미국 뉴욕시 미러북스가 발행하는 등 수입금지 자료는 본토에서 온 쇼핑객들이 애용하는 '피플코뮤직 서점' 등 서점에서 판매되고 있다.

### 음악
미국 록 밴드 건즈 앤 로지스의 앨범 'Chinese Democracy'는 정부의 타이틀 곡에 대한 비판과 현재 핍박받고 있는 팔룬궁의 정신운동에 대한 언급으로 인해 중국에서 금지되었다. 정부는 국영 신문사를 통해 "중국에 창구를 돌린다"고 말했다. 영국의 록 그룹 재팬의 "공산주의 중국" 트랙도 금지되었다.
호주의 팝 가수 카일리 미노그의 앨범 X는 EMI 레코드의 10트랙 버전으로 발매되었다. 이 앨범은 중화인민공화국의 엄격한 검열로 인해 세 곡이 금지되었다. 생략된 트랙은 "Nu-di-ty", "Speakerphone", "Like a Drug"였다.
중국은 역사적으로 티베트의 독립을 선언하거나 오아시스와 같은 달라이라마와 교류하는 음악 행위를 금지시켰는데, 오아시스는 리드싱어 노엘 갤러거가 이 운동에 이바지하기 위해 콘서트에서 공연을 취소한 후였다. 그의 80번째 생일에 레이디 가가는 그와 만나는 온라인 동영상을 올린 후 홍보부에서 발급하는 금지 조치의 대상이 되었다.

### 인터넷
2017년 현재 중화인민공화국 인구의 약 53%가 인터넷에 접속하고 있다.
중국의 인터넷 검열은 많은 사람들에 의해 세계에서 가장 만연하고 세련된 것으로 여겨진다. 사이트 및 기사를 차단하는 시스템을 "중국의 대방화벽"이라고 한다. 2002년에 행해진 하버드의 연구에 따르면, 적어도 18,000개의 웹사이트들이 국내로부터 차단되었고, 그 수는 끊임없이 증가하고 있는 것으로 여겨지고 있다. 금지된 사이트로는 유튜브(2009년 3월), 페이스북(2009년 7월), Google 서비스(검색, Google+, 지도, 문서, 드라이브, 사이트 및 피카사 포함), 트위터, 드롭박스, 포스퀘어 및 플리커 등이 있다. 위키백과 또한 중국에서는 접속이 금지되어 있다. 구글은 인권, 민주주의, 종교, 평화적 시위에 대한 정보를 차단하고 검열된 버전의 검색 엔진을 중국에 출시할 계획이었으나 무산되었다. 특정 검색 엔진 용어 또한 차단된다.
기자들은 또한 중국이 외국 웹사이트에 대한 인터넷 검열이 중국 본토 사용자들이 중국의 전자 상거래 산업에 의존하도록 강요하는 수단일 수도 있고, 따라서 그들의 경제를 스스로 억제하는 수단일 수도 있다고 제안했다. 2011년 구글 플러스와 같은 많은 구글 서비스의 중국 기반 사용자들이 항상 서비스가 완전히 차단되는 것은 아니었지만, 그럼에도 불구하고, 사용자들은 잦은 타임아웃으로 인해 좌절하고 중국 경쟁사들의 더 빠르고 더 신뢰할 수 있는 서비스로 전환할 것으로 예상될 수 있도록 제한되었다. 영국 BBC방송에 따르면 세계 최대 인터넷 기업 중 하나인 바이두, 텐센트, 알리바바 등 중국 현지 기업들은 중국이 국제 경쟁자들을 시장에서 차단해 국내 기업을 지원하면서 수혜를 입었다.
최근에는 시진핑 현 중앙위 총서기 시절 정보기술(it)을 개선하고 개선된 기술을 선전과 중앙위 의제를 더욱 촉진하는 수단으로 활용하자는 큰 추진이 있었다. 이 계획은 성공적이었고, 2015년 말까지 거의 7억 명의 중국 시민들이 인터넷에 접속했다. 그러나, 이러한 기술적 접근성의 향상과 함께, 소셜 미디어를 통한 현재의 사건들과 정부 이슈들에 대한 훨씬 더 효율적인 의사소통이 이루어졌고, 결과적으로 중국 네티즌들 사이에 정부 정책과 문제에 대한 더 넓은 토론이 이루어졌다; 정부는 확산에 대항하기 위한 규칙과 예방 조치들을 시행해왔다. CCP와 정부 문제에 대한 부정적인 여론의 예를 들면, 제246조. 형법 제1조는 500회 이상 공유되거나 5000회 이상 조회된 불법 게시물은 해당 게시물에 3년 이하의 징역이 부과된다고 규정하고 있다.
여론 규제는 2013년 8월 전국선전사상근로회의 이후 강화됐다. 시진핑 총서기는 이날 회의에서 중국을 강화하고 통합하는데 있어 '이념적 작업'이 중요하다는 점을 강조하며, 보다 구체적으로 모든 공개 강령에서 논란과 '잘못된 관점', 루머 등을 진압할 필요성을 강하게 강조했다. 이 회의 직후 전국적인 인터넷 정리 캠페인이 실시되었고, 이 기간 동안 당의 의견과 다른 견해를 담은 블로그가 광범위하게 삭제되었다. 같은 달인 2013년에도 정부는 온라인 활동 및 루머 유포 전력이 있는 '빅V'(대중적 영향력이 큰 소셜미디어 연예인 검증)에 대한 공세를 펼쳤다.
양치유, 저우루바오, 친후후오 등은 2013년 8월 21일부터 23일까지 루머와 비방 혐의로 체포된 세 명의 빅V이다. 같은 달 중국 SNS에서 가장 인기 있는 진보 성향의 사회평론가 중 한 명인 중국계 미국인 투자자 찰스 쉬(슈 만지)도 구속됐다. 체포된 지 3주 만에 CCTV-1(중국 TV채널)에 출연해 "정치·사회적 이슈에 대한 무책임한 루머를 온라인에 올렸다"고 고백하고 시진핑 총서기 시절 통과된 새로운 인터넷 규제를 칭찬했다. 이러한 체포는 다른 중국 인터넷 사용자뿐만 아니라 나머지 "빅 V"들에게 온라인에서 그들이 표현하는 것에 주의하는 모범이 되었다; 사실, 8월에 이러한 체포가 있은 지 5개월 후에도, 유명한 온라인 인물들의 게시물과 토론의 수가 눈에 띄게 줄어들었다. 인기 마이크로블로그 사이트 웨이보에서는 오피니언 리더들의 게시물이 전년보다 40%가량 줄었다. 2015년까지 인기 웨이보 계정에서 검열된 게시물에는 정부에 대해 약간만 비판적인 메시지가 포함되었다. 예를 들어, 중국의 도시 대기 오염에 대한 다큐멘터리가 널리 시청된 후, "언더 더 돔"이라는 제목의 비아냥거림을 차단했다.
2017년부터 중국 검열관들은 시진핑 총서기를 통통한 곰에 비유한 밈이 퍼진 것에 대응해 곰돌이 푸라는 캐릭터의 모든 이미지를 없애기 시작했다. 밀네, 나중에 크리스토퍼 로빈이 중국에서 개봉을 거부당하게 된 계기가 되었다.
중국 정부도 인터넷에서 정보를 빼내고 정부에 대해 부정적인 발언을 하는 사람들을 비판하기 위해 사람들을 '검은 홍보'로 고용하고 있다. 네트워크 운영자들은 온라인상에서 "불법 정보"를 감시하고 제거하는 데 있어 정부의 도움을 받을 의무가 있다. 또한, 2017년 6월 1일부터 시행된 사이버보안법은 인터넷 제공자들에게 인터넷 사용자를 식별하도록 강요하여 온라인상에서 대중 표현의 통제와 감시를 용이하게 한다.
국무원은 국가 안보에 위험이 있다고 간주되는 사고에 대응하여 네트워크 접속을 차단하거나 인터넷 접속을 중단할 권리가 있다. 예를 들어, 2009년 신장 폭동에 대응하여, 중국 정부는 이 지역의 인터넷 접속을 제한하고, 소셜 미디어 플랫폼인 트위터와 판푸를 폐쇄하였다.

### 문자 메세지
국경 없는 기자회에 따르면, 중국은 2,800개 이상의 감시 센터를 문자 메시지에 할애하고 있다. 2010년 초, 상하이와 베이징의 휴대폰 사용자들은 "불법적이거나 건강에 좋지 않은" 콘텐츠를 보낸 것으로 확인되면 문자 메시지 서비스를 중단시킬 위험이 있다.
2003년 사스(SARS중증급성호흡기증후군) 사태 당시 중국인들 수십 명이 사스 관련 문자메시지를 보낸 혐의로 체포된 것으로 알려졌다. 스카이프는 파룬궁, 달라이 라마 등 중국 내 영업이 허용되기 전에 서비스를 통과하는 메시지를 필터링해야 했다고 전했다.
2007년 여름 샤먼에 있는 화학공장을 둘러싼 시위 동안, 더 많은 시위자들의 집회를 막기 위해 문자메시지가 차단되었다.

### 비디오 게임
2004년, 문화부는 수입 온라인 비디오 게임이 중국 시장에 들어오기 전에 상영하기 위해 위원회를 설립했다. 다음과 같은 위반 사항이 있는 게임은 수입 금지라고 명시되었다:
- 헌법의 기본원칙 위반
- 국가 통합, 주권, 영토 보전을 위협
- 국가 기밀 누설
- 국가 안보 위협
- 국가의 명예 훼손
- 사회질서 훼손
- 타인의 정당한 권리 침해

국가언론출판총국과 반모란·불법출판사무소도 게임 상영에 한몫했다.
금지된 게임의 예는 다음과 같다:
- Hearts of Iron ('역사를 왜곡하고 중국의 주권과 영토 보전을 훼손한다'는 이유로)[166]
- I.G.I.-2: Covert Strike ("의도적으로 중국과 중국군의 이미지를 안좋게 만들었다"는 이유로)[167]
- Command & Conquer: Generals – Zero Hour ('중국과 중국군의 이미지를 훼손한다'는 이유로)[166]

국내 주요 비디오 게임기의 역사적인 금지령은 2014년 상하이 자유 무역 구역의 설립의 일환으로 해제되었다. 콘솔은 비디오 게임이 젊은이들에게 미치는 부패한 영향과 싸우기 위해 2000년에 제정된 규칙에 따라 금지되었다.

### 교육
중국 내 교육기관들은 1989년 대약진운동, 문화대혁명, 천안문 광장 시위 등 논란이 되고 있는 역사적 사건들을 경시하거나 언급을 회피함으로써 PRC 역사를 백지화했다는 비난을 받아왔다. 2005년 중국 세관은 일본 학교용 교과서를 압수했는데, 이는 중국 본토와 대만의 지도가 다른 색을 사용해 대만이 독립국가임을 암시했기 때문이다.
2006년 1월호 중국청년보 주간지 프리징 포인트(Freezing Point)에서 위안웨이시 중산대 교수는 "현대화와 역사교과서"라는 제목의 기사를 실었는데, 이 기사는 중국 본토에서 사용되는 여러 중학교 교과서를 비판한 것이다. 특히 그는 제2차 아편전쟁의 서적에서 묘사된 것들이 전쟁으로 이어지는 중국의 외교적 실패에 대한 언급을 피하고, 복서 반란 묘사가 복서 반군의 만행을 호도한다고 느꼈다. 위안화 기사의 결과, 동결점은 일시적으로 폐쇄되었고 편집자들은 해고되었다.
표절이나 자료 조작 등 중국 내 학력부정 행위를 신고하는 사이트인 뉴 스레드(New Threads)가 중국에서 금지돼 있다.
2006년 상하이 고등학교에서 소개된 새로운 표준 세계사 교과서는 아마도 몇몇 전쟁을 생략하고 있다; 그것은 PRC의 창시자인 마오쩌둥을 단 한 번만 언급한다.
프론트라인 코너에서는 북경대 학생 4명이 1989년 북경대 학생들이 일으킨 소요 사태의 악명 높은 탱크맨 사진의 맥락을 파악하지 못하는 듯 보이지만, 아마도 학생들은 클립보드를 들고 인터뷰를 지켜보던 당 간부를 화나게 하지 않기 위해 모르는 척하고 있었다. 이 부문은 이 과목이 중국 학교에서 다뤄지지 않는다는 것을 암시했다.
2007년 6월 4일, 한 사람이 중국 남서부의 한 신문에 천안문 광장 시위 기념일을 기념하기 위해 "6월 4일 희생자의 강한 어머니에게 경의를 표한다"라는 작은 광고를 게재할 수 있었다. 접수 담당 직원은 자신이 그 사건에 대해 무지하고 6월 4일이 광산 재해의 날짜라고 믿었다고 주장했다.
CCP 내에서 널리 유포된 기밀 내부 지침인 이념적 영역의 상황에 관하여는 7가지 주제에 대한 논의를 금지하고 2013년 5월에 발표되었다. 헌법민주주의, 인권의 보편적 가치, 언론독립과 시민사회의 개념, 친시장적 신자유주의, 당의 과거 잘못에 대한 '니힐리즘' 비판 등이 금지 대상에 포함됐다.
중국 본토에서 COVID-19 전염병이 유행하는 동안, 바이러스의 기원에 관한 학술 연구가 검열되었다.

## 역사적 사건

### 문화대혁명
문화대혁명의 목표는 '4대 구습'을 없애는 것이었다. (옛 관습, 옛 문화, 옛 습관, 옛 사상) 신문이 이와 같은 민감한 주제를 다루면 언론인들은 체포되거나 때로는 폭력의 대상이 되기도 했다. "공세적인 문학"을 담은 책들이 있는 도서관은 종종 불타 없어지곤 했다. 텔레비전은 정부에 의해 규제되었고 그것의 목표는 마오쩌둥 의장과 중앙 방송국의 노력을 장려하는 것이었다. 라디오도 마찬가지였고, "위대한 문화 혁명은 정말 좋다"와 같은 노래를 틀었다.
중화인민공화국의 인터넷 검열(中華人民共和國 - 檢閱, 영어: Internet censorship in China)은 다양한 법 및 관리적 규제로 인해 극심한 편이다.

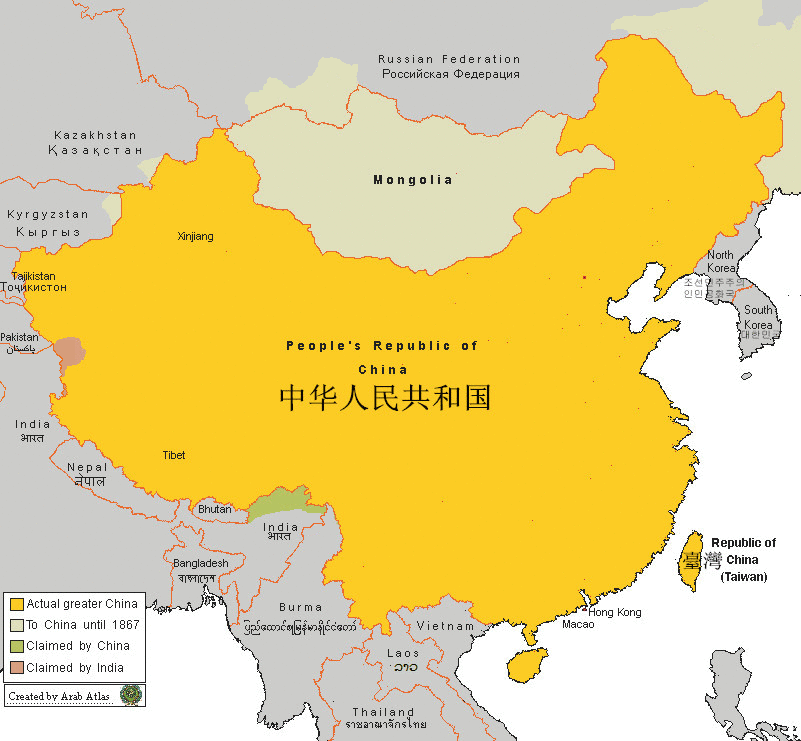
중화인민공화국

중화인민공화국은 세계 인터넷 통제기관에서 가장 진보화 된것으로 나타났다ISP
중화인민공화국의 인터넷 통제기관은 세계에서 가장 진보화된것으로 조사되었다 국가가 개입하여 개인의 인터넷을 통제하여 지금까지도 화제가 되고있다 네이버,구글,다음 등등 외국기업들도 국내에서 통제하고 있는것으로 조사되었다. 이것이 중국내에서는 법적으로까지 문제가 되는 심각한 사안이라는 것이 알려졌다
중화인민공화국의 인터넷 통제 사례
- 이전 사레
- 요즘 사례

## 이전 사례
1. 중국 인터넷 감시 당국이 유명 인플루언서나 블로거를 단속하던 데서 나아가 팔로워들까지 단속 범위를 확대하고 있다는 외신 보도가 나왔다.[184]

## 요즘 사례
1. 중국 인터넷 감시 당국이 유명 인플루언서나 블로거를 단속하던 데서 나아가 팔로워들까지 단속 범위를 확대하고 있다는 외신 보도가 공개되었다[185]

### 시진핑 시기
시진핑은 전임자인 후 총서기이나 장 총서기보다 훨씬 더 큰 규모로 국가 및 당 내부의 권력과 통제를 개인적으로 통합했다. 이에 따라 중국 내 검열의 강도와 범위는 그의 통치하에서 더욱 커졌다. 시 총서기은 조정과 통폐합, 검열당국의 증강을 감독해 효율성을 높이고, 그의 지도력 아래 검열 관행이 강화됐다.
시 총서기은 또한 한 나라의 사이버 주권에 대한 권리인 사이버 공간을 적절하게 관리하고 통제할 수 있는 능력을 강조해왔다.
2021년 중국 당국은 원자바오 전 총리가 모친을 위해 쓴 헌사를 마카오 헤럴드에 검열했다. 시 총서기의 반대 여론에 눌려 검열이 확대됐다.

## 사회의 반응

### 자가검열
중국 내외의 다양한 개인과 단체들은 정치적으로 민감하거나 논란의 소지가 있다고 판단되는 주제를 회피해 공개적으로 공유하는 자체 센서 정보를 자발적으로 제공하는 경우가 있다. 이러한 개인과 단체들은 종종 중국 정부의 원치 않는 관심이나 파장을 피하기 위해 자기 검열을 한다. 예를 들어 2017년 언론학 교수 루웨이 로즈 루추는 중국에 거주하는 유명 정치 풍자 작가들과 수차례 익명 인터뷰를 진행해 2011년 국가인터넷정보국 신설 이후 검열이 얼마나 늘었는지 보여줬다. 인터뷰에 응한 사람들은 2011년 이후 당국의 파장을 우려해 온라인과 SNS에 올린 내용에 대해 점점 더 신중해지고 있다고 설명했다.대부분의 인터뷰 대상자들은 국가보안경찰로부터 '차 마시기'(사복 차림과 공공장소에서 비공식적이고 일상적인 대화)를 하거나 소환·구속돼 잠적하는 경험을 했다. 루추는 인터넷에서 공유하고 토론하는 것이 용납될 수 없다고 여겨지는 것에 대한 중국 정부의 정책이 바뀌면서 온라인 플랫폼에서 금지되거나 경찰의 연락을 받는 등의 결과를 피하고 싶어하는 정치 풍자 작가들과 같은 개인들에게 자기 검열 관행이 더욱 필요하게 되었다고 주장한다. 인터뷰 대상자들의 자기검열에 대한 이런 시각은 중국 내 인터넷 검열의 한 부분으로, 중국 정부는 이를 '국가 권력의 전복' '국가 통합의 훼손' '국가 명예와 이익 침해'를 막기 위한 규정으로 설명한다.

#### 홍콩
2020년 6월 30일 홍콩에 새로운 국가보안법이 도입되면서 많은 사람들이, 특히 활동가, 언론인 등이 이미 경찰의 자체 검열을 받기 위해 검열을 받게 되었다. 월스트리트저널의 신문기사는 경찰로부터 시위대를 지지하는 포스터와 메시지를 표시해 국가보안법을 위반했다는 경고를 받은 한 음식점에 대해 보도했다. 그 결과, 식당은 직접 식사를 하기 위해 문을 닫고 내부 직원들만 테이크아웃 서비스를 운영할 수 있도록 했고, 일부 다른 식당과 사업체들은 자신을 보호하기 위해 지원 포스터와 메모를 선제적으로 제거했다.로이터 통신의 한 신문 기사도 한 도서출판사가 새 법에 비추어 문제가 됐을 수 있는 단어와 구절을 없애기 위해 서둘러 개정했다고 보도했다. 기사에서는 인쇄업자나 유통업자, 서점 등에서 논란이 되는 책을 거부하는 동안 시내의 다른 출판사와 작가들이 민감한 프로젝트를 중단했다고도 언급했다.
비록 본토의 법률 제도와 그에 따른 검열법과는 무관하지만, 일부 홍콩 언론 매체들은 본토의 언론 매체 진출 허가와 더 큰 언론 접근권한을 교환하기 위해 자체 검열을 행했다는 비난을 받아왔다.
홍콩기자협회(HKJA)와 제19조(제19조)가 2001년 7월 발간한 공동보고서에서 홍콩기자협회(HKJA) 회장은 "중국과 밀접한 관계를 가진 기업이나 대기업의 일부에 의해 통제되고 있기 때문에 스스로 검열하는 신문이 늘고 있다"고 말했다. 예를 들어 아시아 전역에 사업적 이해관계를 갖고 있는 로버트 궈크 씨는 사우스차이나모닝포스트(SCMP)를 인수한 이후 여러 중국 데스크 직원의 이탈, 즉 대니 기팅스 편집국장, 재스퍼 베커 베이징 특파원, 윌리 람 편집국장 등을 잇달아 비판받아 왔다. 특히 람은 로버트 궈크로부터 공개 비판을 받은 후 자리를 떴다.
2020년 7월 홍콩 국가보안법 시행 이후 언론·출판사·도서관은 홍콩의 독립을 촉진하는 것으로 인식되는 콘텐츠와 저명한 민주운동가들의 작품들을 검열하기 시작했다. 뉴욕타임스와 같은 국제 언론들도 홍콩에서의 검열이 더 심해질 것을 예상하고 일부 직원들을 도시에서 철수시켰다.

#### 국제 비즈니스 및 교육
국제 기업 및 단체들은 또한 중국 내에서 비즈니스 및 직업적 관계에 부정적인 영향을 미치는 것을 유지하고 피하기 위해 민감한 주제들을 자체 검열해 왔다. 예를 들어, 2020년에, 다양한 미국 정치인들은 중국 정부와 그것의 관객들을 달래고 그것의 시장에 접근하기 위해 할리우드 영화 산업을 자기 검열 영화라고 비난했다. 《할리우드 리포터》지에 실린 한 기사는 중국 관계자들의 반감을 사지 않기 위해 할리우드 주요 스튜디오와 감독들이 캐스팅, 줄거리, 대화 등과 같은 요소들에 대해 점점 더 많은 결정을 내렸음을 보여주는 PEN 아메리카의 광범위한 94페이지 분량의 보고서에 대해 논평했다. 기사는 "미국 영화가 2019년 중국에서 26억 달러[USD]를 벌어들였고, 디즈니 어벤져스: 엔드게임이 거기서만 6억 1400만 달러[USD]를 벌어들였다"고 이러한 결정을 이익 창출을 위해 내린 것이라고 비판한다.
구글, 페이스북, 마이크로소프트, 마이스페이스, 셔터스톡, 야후와 같은 국제 기업들은 중국에서 사업을 할 수 있도록 하기 위해 자발적으로 중국 시장을 대상으로 콘텐츠를 검열해왔다. 2008년 10월, 캐나다의 리서치 그룹 시티즌 랩은 새로운 보고서를 발표했는데, 탐의 중국어 스카이프 소프트웨어가 민감한 단어를 필터링한 다음, 안전하지 않은 컴퓨터 서버의 파일에 사용자 정보를 기록했다고 한다. 2007년 9월, 중국의 활동가들은 이미 TOM의 버전들이 트로이 목마 능력을 가지고 있거나 더 많이 가지고 있을 가능성에 대해 경고했었다. 조시 실버먼 스카이프 사장은 톰 온라인 사가 "중국 당국이 불쾌하게 여기는 특정 단어가 포함된 인스턴트 메시지를 감시하고 차단하기 위해 현지 법과 규정을 준수하는 절차를 수립했다"는 것은 "상식"이라고 말했다.
보도에 따르면 홍콩의 국가보안법이 학교와 학생들을 보호하기 위해 중국과 관련된 민감한 과목에 암호문자와 경고문구를 사용하도록 부추겼기 때문에 하버드 대학교와 프린스턴 대학교 같은 아이비리그 학교들도 이러한 행동에 대해 비난을 받고 있다. 포브스의 한 기사는 이러한 결정을 하버드나 프린스턴과 같은 학교들이 중국에서 온 현재와 이전 학생들로부터 자금을 지원받으면서 촉발된 것이라고 묘사했다.

##### 2021 신장 면화 논쟁
2021년 3월 의류 브랜드 H&M, 나이키, 아디다스 등 대기업들이 위구르 강제 노동력의 면화 생산에 대한 우려를 표명해 연예인과 소셜미디어 플랫폼, 관영매체들의 중국 보이콧을 요구하며 비난을 받았다. 이에 따라 이들 업체는 계약을 해지하고 중국 연예인들과 계약을 끊은 반면 알리바바와 JD.com 등 중국 전자상거래 업체들은 자사 플랫폼에서 제품을 판매에서 제외시킨 것으로 알려졌다.쉬궈샹 신장 정부 대변인은 H&M이 신장 면화에 대한 성명을 통해 회사의 경제 행동을 정치화했다고 비난했다. H&M은 중국 소비자, 언론, 정부 관계자들의 반발에 대해 "중국 내 동료들과 함께 현재의 과제를 관리하고 나아갈 길을 찾기 위해 우리가 할 수 있는 모든 일을 함께 하고 있다"는 내용의 성명을 홈페이지에 게재했다. 언론인들은 H&M의 메시지가 이러한 사건 이후 신중한 자기 검열로 되돌아갔다고 지적했다. 뉴욕타임스에 실린 엘리자베스 패튼의 기사는 이 성명에 대해 "면화나 신장, 강제 노동을 명시적으로 언급하지 않았다"며 "수익회의 통화에서 회사 간부들도 이와 유사한 언급을 피했다"며 "논란이 매출에 미치는 영향에 대해서는 언급하지 않았다"고 전했다. 중국 내 상점은 현재 문을 닫았다." 쉬궈샹 신장 대변인은 다른 중국 언론, 유명인사, 기업들과 함께 이 회사들의 주장을 거부하고 신장의 면화산업을 옹호하는 발언을 하는 한편 미국 등 서방 기업들이 허위사실을 통해 중국을 불안정하게 만들려는 의도를 갖고 있다고 비난했다.

### 마케팅
서구 세계의 출판사들과 다른 매체들은 검열된 제품이 더 가치 있거나 매력적으로 보여지기를 바라는 마음으로 문화 작품을 마케팅하기 위해 '중국 금지'라는 레이블을 가끔 사용해 왔다. 이 레이블은 실제 폭동 시기에 너무 가까운 시기에 출판된 주제(반정부 폭동) 때문에 책꽂이에서 뽑았던 모옌의 소설 '갈릭 발라드'를 판매하기 위해 펭귄북스가 사용하기도 했다. 하지만, 이 책은 몇 년 안에 중국에서 팔리는 것이 허용되었다. 정치학자 리처드 커트 크라우스는 펭귄이 시장성을 높이기 위해 모옌을 반체제 인사로 거짓 묘사한 것은 물론, 미국이 일부 작업을 금지할 경우 이는 정말로 외설적일 수밖에 없지만, 중국 정부도 그렇게 할 경우 순전히 정치적 근거로 행동하고 있다고 비판했다.
인터넷에서 사람들은 달리 제한된 웹 사이트, 서비스 및 정보에 대한 익명 액세스를 허용하는 프록시 웹 사이트를 사용한다. 파룬궁과 다른 사람들 반검역 소프트웨어 개발 분야에서 일하고 있다.

### 검열 우회
중국 시민들은 인터넷 검열을 피하기 위해 인터넷 검열을 피하기 위해 온라인 플랫폼에서 사회적, 정치적 시사 문제를 논의하고 중국의 만리장성에 의해 차단된 웹 페이지에 접속하기 위해 많은 기술을 자주 사용한다.
가상 사설망(VPN)과 양파 라우터 노드(Tor 노드)와 같은 공개 릴레이 서버는 중국 네티즌들이 차단된 웹 페이지를 방문하기 위해 널리 사용하고 있다. 일반적으로 인터넷 서비스 공급자는 인터넷 사용자의 트래픽과 데이터를 볼 수 있지만, 가상 개인 네트워크는 암호화된 연결을 통해 인터넷 사용자를 서버에 연결한다.이렇게 하면 인터넷 서비스 공급자가 인터넷 사용자의 IP 주소, 데이터, 활동 및 실제 위치에 액세스할 수 없다. 따라서 인터넷 사용자는 이 외부 서버를 통해 차단된 웹 사이트에 액세스할 수 있다. VPN은 중국 네티즌들에 의해 매우 널리 이용되고 있기 때문에, 당이 허가한 언론 매체와 민간 언론사 내에서 많은 언론인들이 편집자와 감독자로부터 국제 뉴스에 접속하기 위해 VPN을 사용하라는 지시를 받는다.
중국 네티즌들도 차단된 웹페이지에 접속하기 위해 '터널링' 방식을 사용한다. 터널링은 정보가 일반적인 통신 프로토콜과 다른 통신 프로토콜을 사용하여 전송되는 경우이다. 터널링의 한 예는 중국의 인터넷 사용자 A가 미국에 있는 인터넷 사용자 B에게 차단된 웹 페이지의 내용을 묻는 이메일을 보낸 경우이다. 그러면 인터넷 사용자 "B"는 차단된 웹 페이지의 내용을 포함하는 전자 메일로 응답하여 인터넷 사용자 "A"가 검열된 정보에 접근할 수 있게 한다.예를 들어 인터넷 사용자가 web@cnn.com에 CNN 웹 페이지의 URL을 이메일로 보내면 해당 인터넷 사용자는 해당 특정 웹 페이지의 내용을 포함하는 이메일을 받게 된다.
미러링된 웹 페이지는 중국의 만리장성에 의한 인터넷 검열을 피하는 또 다른 방법이다. 웹 페이지는 다른 URL로 해당 페이지를 다시 작성하기만 하면 미러링될 수 있다.인터넷의 넓은 범위 때문에, 인터넷 필터가 그들의 다양한 비특정 URL에서 차단된 웹 페이지의 모든 다른 미러를 식별하고 차단하는 것은 거의 불가능해져서 검열된 정보에 대한 대중들의 접근이 증가한다.
네티즌들은 또한 정부의 검열을 받지 않고 온라인에서 자신의 의견을 표현하는 방법을 가지고 있다.주요 방법은 단어들에 대한 코드 워드, 은유 또는 놀이의 형태이다. 예를 들어, Cao NiMa이라는 표현은 네티즌들이 흔히 동음이의 불경스러운 말장난으로 사용하는데, 이 문구는 정부가 허용하지 않는 주제를 우회적으로 끌어내는 수단으로 널리 사용되어 왔으며, 이는 언론의 자유를 옹호하는 네티즌들에 의해 사용되어 왔다.정부나 사회정치적 이슈를 조롱하거나 비판할 때 사용되는 온라인 풍자와 암호어가 등장하면서 중국 인터넷에는 문자 그대로 '악행'으로 번역되는 '에가오'라는 하위문화가 형성됐다. 이러한 코드 워드와 어구는 네티즌들이 정부의 부패에서 건강과 환경 스캔들, 일상 사회와 문화에 이르기까지 다양한 주제를 토론할 수 있게 해준다. 이런 하위문화를 통해 중국 네티즌들은 정부 검열의 위험이 적은 SNS에서 민감한 이슈를 꺼낼 수 있다.
인터넷 검열 외에도, 중국 시민들은 인쇄 매체에 대한 검열을 피하기 위한 방법을 고안해냈다. 중국 내 뉴스 기관들이 단순히 CCP 선전의 대변자라는 명성에서 벗어나려 하면서도 정부와 좋은 관계를 유지하면서 객관적으로 뉴스를 보도해야 하는 난관에 봉착했다. 기자들은 기사에서 긍정과 부정의 비교적 중립적인 균형을 유지하고, 이미 공식적으로 직위에서 물러난 관리들에 대해 보도하고, CCP를 개별 관료들을 겨냥한 것이 아니라 실체라고 비하하며, 하위 공직자들에게 책임을 집중함으로써 정부 검열에 저항하기 위해 최선을 다한다.또 다른 것도 있다. 언론기관들은 기자들이 정부 관계자들에 의해 기사가 출판되기 전에 잘려나가더라도 언론인 보상을 약속함으로써 보다 민감하면서도 위험한 기사에 대해 보도하도록 권장하고 있다.편집자들도 중앙당국에서 당 규약에 불복한 기자를 해고하라는 지시를 받았을 때에도 다른 직책의 기자를 계속 고용함으로써 고용 안정을 보장하려고 한다.

## 같이 보기
- 중화인민공화국의 인권
- 중국의 선전